# Ladies Tour of Norway de 2019
A 6.ª edição do Ladies Tour of Norway celebrou-se entre o 22 e o 25 de agosto de 2019 com início na cidade de Åsgårdstrand e final em Halden na Noruega. O percurso constou de um total de 4 etapas sobre uma distância total de 543 km.
A carreira fez parte do UCI World Tour Feminino de 2019 como concorrência de categoria 2.wwT do calendário ciclístico de máximo nível mundial, sendo a vigésima carreira de dito circuito, e foi vencida pela neerlandesa Marianne Vos da equipa CCC-Liv. O pódio completaram-no a estadounidense Coryn Rivera e a canadiana Leah Kirchmann da equipa Sunweb, segunda e terça classificada respectivamente.

## Equipas
Tomaram parte na carreira um total de 20 equipas, dos quais 19 são equipas de categoria UCI Team Feminino convidados pela organização e 1 da selecção nacional. As equipas participantes foram:
| Equipes femininas profissionais (19)- Alé Cipollini - BePink - Boels Dolmans - BTC City Ljubljana - Canyon-SRAM Racing - CCC-Liv - Doltcini-Van Eyck Sport - Drops - FDJ-Nouvelle Aquitaine-Futuroscope - Hitec Products - Mitchelton-Scott - Movistar Team - Parkhotel Valkenburg-Destil - Rally UHC Cycling Women - Sunweb Women - Tibco-Silicon Valley Bank - Trek-Segafredo - Valcar Cylance - Virtu Cycling Women Equipe nacional- Noruega |
| |

## Percorrido
O Ladies Tour of Norway dispôs de quatro etapas etapas para um percurso total de 543 km.
| Etapa | Data    | Percurso                      | type            | Distância (km) | Vencedor      | Líder geral   |
| ----- | ------- | ----------------------------- | --------------- | -------------- | ------------- | ------------- |
| 1     | 22 ago. | Åsgårdstrand – Horten         | etapa plana     | 128            | Lorena Wiebes | Lorena Wiebes |
| 2     | 23 ago. | Mysen – Askim                 | etapa escarpada | 133,6          | Marianne Vos  | Marianne Vos  |
| 3     | 24 ago. | Moss – Halden                 | etapa plana     | 125,2          | Marianne Vos  | Marianne Vos  |
| 4     | 25 ago. | Old Svinesund Bridge – Halden | etapa plana     | 156,2          | Marianne Vos  | Marianne Vos  |

## Desenvolvimento da carreira

### 1.ª etapa
| Åsgårdstrand - Horten | etapa plana | (128 km) |

| \| Classificação por etapas \| Classificação por etapas \| Classificação por etapas \| Classificação por etapas \| Classificação por etapas \| \| Ciclista \| Ciclista \| Equipe \| Tempo \| \| \| ------------------------ \| ------------------------ \| ---------------------------------- \| ------------------------ \| ------------------------ \| \| 1. \| Lorena Wiebes \| Parkhotel Valkenburg \| 3h16m27s \| \| \| 2. \| Chloe Hosking \| Alé Cipollini \| + 0s \| \| \| 3. \| Amalie Dideriksen \| Boels Dolmans \| + 0s \| \| \| 4. \| Letizia Paternoster \| Trek-Segafredo \| + 0s \| \| \| 5. \| Marianne Vos \| CCC-Liv \| + 0s \| \| \| 6. \| Susanne Andersen \| Sunweb \| + 0s \| \| \| 7. \| Sheyla Gutiérrez \| Movistar Team \| + 0s \| \| \| 8. \| Sarah Roy \| Mitchelton-Scott \| + 0s \| \| \| 9. \| Marta Bastianelli \| Virtu Cycling Women \| + 0s \| \| \| 10. \| Eugénie Duval \| FDJ-Nouvelle Aquitaine-Futuroscope \| + 0s \| \| |                     |                                    |          |
| |                     |                                    |          |
| Fonte: ProCyclingStats |                     |                                    |          |
| Classificação por etapas |                     |                                    |          |
| Ciclista | Ciclista            | Equipe                             | Tempo    |
| 1. | Lorena Wiebes       | Parkhotel Valkenburg               | 3h16m27s |
| 2. | Chloe Hosking       | Alé Cipollini                      | + 0s     |
| 3. | Amalie Dideriksen   | Boels Dolmans                      | + 0s     |
| 4. | Letizia Paternoster | Trek-Segafredo                     | + 0s     |
| 5. | Marianne Vos        | CCC-Liv                            | + 0s     |
| 6. | Susanne Andersen    | Sunweb                             | + 0s     |
| 7. | Sheyla Gutiérrez    | Movistar Team                      | + 0s     |
| 8. | Sarah Roy           | Mitchelton-Scott                   | + 0s     |
| 9. | Marta Bastianelli   | Virtu Cycling Women                | + 0s     |
| 10. | Eugénie Duval       | FDJ-Nouvelle Aquitaine-Futuroscope | + 0s     |

| \| Classificação geral \| Classificação geral \| Classificação geral \| Classificação geral \| Classificação geral \| \| Ciclista \| Ciclista \| Equipe \| Tempo \| \| \| ------------------- \| ------------------- \| ---------------------------------- \| ------------------- \| ------------------- \| \| 1. \| Lorena Wiebes \| Parkhotel Valkenburg \| 3h16m17s \| \| \| 2. \| Chloe Hosking \| Alé Cipollini \| + 4s \| \| \| 3. \| Amalie Dideriksen \| Boels Dolmans \| + 6s \| \| \| 4. \| Letizia Paternoster \| Trek-Segafredo \| + 10s \| \| \| 5. \| Marianne Vos \| CCC-Liv \| + 10s \| \| \| 6. \| Susanne Andersen \| Sunweb \| + 10s \| \| \| 7. \| Sheyla Gutiérrez \| Movistar Team \| + 10s \| \| \| 8. \| Sarah Roy \| Mitchelton-Scott \| + 10s \| \| \| 9. \| Marta Bastianelli \| Virtu Cycling Women \| + 10s \| \| \| 10. \| Eugénie Duval \| FDJ-Nouvelle Aquitaine-Futuroscope \| + 10s \| \| |                     |                                    |          |
| |                     |                                    |          |
| Fonte: ProCyclingStats |                     |                                    |          |
| Classificação geral |                     |                                    |          |
| Ciclista | Ciclista            | Equipe                             | Tempo    |
| 1. | Lorena Wiebes       | Parkhotel Valkenburg               | 3h16m17s |
| 2. | Chloe Hosking       | Alé Cipollini                      | + 4s     |
| 3. | Amalie Dideriksen   | Boels Dolmans                      | + 6s     |
| 4. | Letizia Paternoster | Trek-Segafredo                     | + 10s    |
| 5. | Marianne Vos        | CCC-Liv                            | + 10s    |
| 6. | Susanne Andersen    | Sunweb                             | + 10s    |
| 7. | Sheyla Gutiérrez    | Movistar Team                      | + 10s    |
| 8. | Sarah Roy           | Mitchelton-Scott                   | + 10s    |
| 9. | Marta Bastianelli   | Virtu Cycling Women                | + 10s    |
| 10. | Eugénie Duval       | FDJ-Nouvelle Aquitaine-Futuroscope | + 10s    |

### 2.ª etapa
| Mysen - Askim | etapa escarpada | (133,6 km) |

| \| Classificação por etapas \| Classificação por etapas \| Classificação por etapas \| Classificação por etapas \| Classificação por etapas \| \| Ciclista \| Ciclista \| Equipe \| Tempo \| \| \| ------------------------ \| ------------------------ \| ------------------------ \| ------------------------ \| ------------------------ \| \| 1. \| Marianne Vos \| CCC-Liv \| 3h19m33s \| \| \| 2. \| Alice Barnes \| Canyon-SRAM Racing \| + 0s \| \| \| 3. \| Marta Bastianelli \| Virtu Cycling Women \| + 0s \| \| \| 4. \| Coryn Rivera \| Sunweb \| + 0s \| \| \| 5. \| Letizia Paternoster \| Trek-Segafredo \| + 0s \| \| \| 6. \| Chloe Hosking \| Alé Cipollini \| + 0s \| \| \| 7. \| Lorena Wiebes \| Parkhotel Valkenburg \| + 0s \| \| \| 8. \| Aude Biannic \| Movistar Team \| + 0s \| \| \| 9. \| Eugenia Bujak \| BTC City Ljubljana \| + 0s \| \| \| 10. \| Ilaria Sanguineti \| Valcar Cylance \| + 0s \| \| |                     |                      |          |
| |                     |                      |          |
| Fonte: ProCyclingStats |                     |                      |          |
| Classificação por etapas |                     |                      |          |
| Ciclista | Ciclista            | Equipe               | Tempo    |
| 1. | Marianne Vos        | CCC-Liv              | 3h19m33s |
| 2. | Alice Barnes        | Canyon-SRAM Racing   | + 0s     |
| 3. | Marta Bastianelli   | Virtu Cycling Women  | + 0s     |
| 4. | Coryn Rivera        | Sunweb               | + 0s     |
| 5. | Letizia Paternoster | Trek-Segafredo       | + 0s     |
| 6. | Chloe Hosking       | Alé Cipollini        | + 0s     |
| 7. | Lorena Wiebes       | Parkhotel Valkenburg | + 0s     |
| 8. | Aude Biannic        | Movistar Team        | + 0s     |
| 9. | Eugenia Bujak       | BTC City Ljubljana   | + 0s     |
| 10. | Ilaria Sanguineti   | Valcar Cylance       | + 0s     |

| \| Classificação geral \| Classificação geral \| Classificação geral \| Classificação geral \| Classificação geral \| \| Ciclista \| Ciclista \| Equipe \| Tempo \| \| \| ------------------- \| ------------------- \| -------------------- \| ------------------- \| ------------------- \| \| 1. \| Marianne Vos \| CCC-Liv \| 6h35m50s \| \| \| 2. \| Lorena Wiebes \| Parkhotel Valkenburg \| + 0s \| \| \| 3. \| Chloe Hosking \| Alé Cipollini \| + 4s \| \| \| 4. \| Marta Bastianelli \| Virtu Cycling Women \| + 6s \| \| \| 5. \| Amalie Dideriksen \| Boels Dolmans \| + 6s \| \| \| 6. \| Letizia Paternoster \| Trek-Segafredo \| + 10s \| \| \| 7. \| Aude Biannic \| Movistar Team \| + 10s \| \| \| 8. \| Eugenia Bujak \| BTC City Ljubljana \| + 10s \| \| \| 9. \| Floortje Mackaij \| Sunweb \| + 10s \| \| \| 10. \| Sheyla Gutiérrez \| Movistar Team \| + 10s \| \| |                     |                      |          |
| |                     |                      |          |
| Fonte: ProCyclingStats |                     |                      |          |
| Classificação geral |                     |                      |          |
| Ciclista | Ciclista            | Equipe               | Tempo    |
| 1. | Marianne Vos        | CCC-Liv              | 6h35m50s |
| 2. | Lorena Wiebes       | Parkhotel Valkenburg | + 0s     |
| 3. | Chloe Hosking       | Alé Cipollini        | + 4s     |
| 4. | Marta Bastianelli   | Virtu Cycling Women  | + 6s     |
| 5. | Amalie Dideriksen   | Boels Dolmans        | + 6s     |
| 6. | Letizia Paternoster | Trek-Segafredo       | + 10s    |
| 7. | Aude Biannic        | Movistar Team        | + 10s    |
| 8. | Eugenia Bujak       | BTC City Ljubljana   | + 10s    |
| 9. | Floortje Mackaij    | Sunweb               | + 10s    |
| 10. | Sheyla Gutiérrez    | Movistar Team        | + 10s    |

### 3.ª etapa
| Moss - Halden | etapa plana | (125,2 km) |

| \| Classificação por etapas \| Classificação por etapas \| Classificação por etapas \| Classificação por etapas \| Classificação por etapas \| \| Ciclista \| Ciclista \| Equipe \| Tempo \| \| \| ------------------------ \| ------------------------ \| ------------------------- \| ------------------------ \| ------------------------ \| \| 1. \| Marianne Vos \| CCC-Liv \| 3h24m20s \| \| \| 2. \| Coryn Rivera \| Sunweb \| + 5s \| \| \| 3. \| Demi Vollering \| Parkhotel Valkenburg \| + 11s \| \| \| 4. \| Leah Kirchmann \| Sunweb \| + 11s \| \| \| 5. \| Katarzyna Niewiadoma \| Canyon-SRAM Racing \| + 11s \| \| \| 6. \| Lucy Kennedy \| Mitchelton-Scott \| + 13s \| \| \| 7. \| Floortje Mackaij \| Sunweb \| + 15s \| \| \| 8. \| Mavi García \| Movistar Team \| + 17s \| \| \| 9. \| Soraya Paladin \| Alé Cipollini \| + 17s \| \| \| 10. \| Vita Heine \| Hitec Products-Birk Sport \| + 17s \| \| |                      |                           |          |
| |                      |                           |          |
| Fonte: ProCyclingStats |                      |                           |          |
| Classificação por etapas |                      |                           |          |
| Ciclista | Ciclista             | Equipe                    | Tempo    |
| 1. | Marianne Vos         | CCC-Liv                   | 3h24m20s |
| 2. | Coryn Rivera         | Sunweb                    | + 5s     |
| 3. | Demi Vollering       | Parkhotel Valkenburg      | + 11s    |
| 4. | Leah Kirchmann       | Sunweb                    | + 11s    |
| 5. | Katarzyna Niewiadoma | Canyon-SRAM Racing        | + 11s    |
| 6. | Lucy Kennedy         | Mitchelton-Scott          | + 13s    |
| 7. | Floortje Mackaij     | Sunweb                    | + 15s    |
| 8. | Mavi García          | Movistar Team             | + 17s    |
| 9. | Soraya Paladin       | Alé Cipollini             | + 17s    |
| 10. | Vita Heine           | Hitec Products-Birk Sport | + 17s    |

| \| Classificação geral \| Classificação geral \| Classificação geral \| Classificação geral \| Classificação geral \| \| Ciclista \| Ciclista \| Equipe \| Tempo \| \| \| ------------------- \| -------------------- \| -------------------- \| ------------------- \| ------------------- \| \| 1. \| Marianne Vos \| CCC-Liv \| 10h00m00s \| \| \| 2. \| Coryn Rivera \| Sunweb \| + 19s \| \| \| 3. \| Leah Kirchmann \| Sunweb \| + 31s \| \| \| 4. \| Katarzyna Niewiadoma \| Canyon-SRAM Racing \| + 31s \| \| \| 5. \| Lorena Wiebes \| Parkhotel Valkenburg \| + 32s \| \| \| 6. \| Floortje Mackaij \| Sunweb \| + 35s \| \| \| 7. \| Christine Majerus \| Boels Dolmans \| + 45s \| \| \| 8. \| Marta Bastianelli \| Virtu Cycling Women \| + 48s \| \| \| 9. \| Riejanne Markus \| CCC-Liv \| + 50s \| \| \| 10. \| Hanna Nilsson \| BTC City Ljubljana \| + 50s \| \| |                      |                      |           |
| |                      |                      |           |
| Fonte: ProCyclingStats |                      |                      |           |
| Classificação geral |                      |                      |           |
| Ciclista | Ciclista             | Equipe               | Tempo     |
| 1. | Marianne Vos         | CCC-Liv              | 10h00m00s |
| 2. | Coryn Rivera         | Sunweb               | + 19s     |
| 3. | Leah Kirchmann       | Sunweb               | + 31s     |
| 4. | Katarzyna Niewiadoma | Canyon-SRAM Racing   | + 31s     |
| 5. | Lorena Wiebes        | Parkhotel Valkenburg | + 32s     |
| 6. | Floortje Mackaij     | Sunweb               | + 35s     |
| 7. | Christine Majerus    | Boels Dolmans        | + 45s     |
| 8. | Marta Bastianelli    | Virtu Cycling Women  | + 48s     |
| 9. | Riejanne Markus      | CCC-Liv              | + 50s     |
| 10. | Hanna Nilsson        | BTC City Ljubljana   | + 50s     |

### 4.ª etapa
| Old Svinesund Bridge - Halden | etapa plana | (156,2 km) |

| \| Classificação por etapas \| Classificação por etapas \| Classificação por etapas \| Classificação por etapas \| Classificação por etapas \| \| Ciclista \| Ciclista \| Equipe \| Tempo \| \| \| ------------------------ \| ------------------------ \| ------------------------ \| ------------------------ \| ------------------------ \| \| 1. \| Marianne Vos \| CCC-Liv \| 3h52m24s \| \| \| 2. \| Marta Bastianelli \| Virtu Cycling Women \| + 0s \| \| \| 3. \| Ilaria Sanguineti \| Valcar Cylance \| + 0s \| \| \| 4. \| Chloe Hosking \| Alé Cipollini \| + 0s \| \| \| 5. \| Alice Barnes \| Canyon-SRAM Racing \| + 0s \| \| \| 6. \| Leah Kirchmann \| Sunweb \| + 0s \| \| \| 7. \| Coryn Rivera \| Sunweb \| + 0s \| \| \| 8. \| Silvia Persico \| Valcar Cylance \| + 0s \| \| \| 9. \| Lorena Wiebes \| Parkhotel Valkenburg \| + 0s \| \| \| 10. \| Christine Majerus \| Boels Dolmans \| + 0s \| \| |                   |                      |          |
| |                   |                      |          |
| Fonte: ProCyclingStats |                   |                      |          |
| Classificação por etapas |                   |                      |          |
| Ciclista | Ciclista          | Equipe               | Tempo    |
| 1. | Marianne Vos      | CCC-Liv              | 3h52m24s |
| 2. | Marta Bastianelli | Virtu Cycling Women  | + 0s     |
| 3. | Ilaria Sanguineti | Valcar Cylance       | + 0s     |
| 4. | Chloe Hosking     | Alé Cipollini        | + 0s     |
| 5. | Alice Barnes      | Canyon-SRAM Racing   | + 0s     |
| 6. | Leah Kirchmann    | Sunweb               | + 0s     |
| 7. | Coryn Rivera      | Sunweb               | + 0s     |
| 8. | Silvia Persico    | Valcar Cylance       | + 0s     |
| 9. | Lorena Wiebes     | Parkhotel Valkenburg | + 0s     |
| 10. | Christine Majerus | Boels Dolmans        | + 0s     |

## Classificações finais
As classificações finalizaram da seguinte forma:

### Classificação geral
| \| Classificação geral \| Classificação geral \| Classificação geral \| Classificação geral \| Classificação geral \| \| Ciclista \| Ciclista \| Equipe \| Tempo \| \| \| ------------------- \| -------------------- \| -------------------- \| ------------------- \| ------------------- \| \| 1. \| Marianne Vos \| CCC-Liv \| 13h52m14s \| \| \| 2. \| Coryn Rivera \| Sunweb \| + 29s \| \| \| 3. \| Leah Kirchmann \| Sunweb \| + 41s \| \| \| 4. \| Katarzyna Niewiadoma \| Canyon-SRAM Racing \| + 41s \| \| \| 5. \| Lorena Wiebes \| Parkhotel Valkenburg \| + 42s \| \| \| 6. \| Floortje Mackaij \| Sunweb \| + 45s \| \| \| 7. \| Marta Bastianelli \| Virtu Cycling Women \| + 52s \| \| \| 8. \| Christine Majerus \| Boels Dolmans \| + 55s \| \| \| 9. \| Riejanne Markus \| CCC-Liv \| + 1m00s \| \| \| 10. \| Hanna Nilsson \| BTC City Ljubljana \| + 1m00s \| \| |                      |                      |           |
| |                      |                      |           |
| Fonte: ProCyclingStats |                      |                      |           |
| Classificação geral |                      |                      |           |
| Ciclista | Ciclista             | Equipe               | Tempo     |
| 1. | Marianne Vos         | CCC-Liv              | 13h52m14s |
| 2. | Coryn Rivera         | Sunweb               | + 29s     |
| 3. | Leah Kirchmann       | Sunweb               | + 41s     |
| 4. | Katarzyna Niewiadoma | Canyon-SRAM Racing   | + 41s     |
| 5. | Lorena Wiebes        | Parkhotel Valkenburg | + 42s     |
| 6. | Floortje Mackaij     | Sunweb               | + 45s     |
| 7. | Marta Bastianelli    | Virtu Cycling Women  | + 52s     |
| 8. | Christine Majerus    | Boels Dolmans        | + 55s     |
| 9. | Riejanne Markus      | CCC-Liv              | + 1m00s   |
| 10. | Hanna Nilsson        | BTC City Ljubljana   | + 1m00s   |

### Classificação por pontos
| Classificação por pontos | Classificação por pontos | Classificação por pontos | Classificação por pontos | Classificação por pontos |
| Ciclista                 | Ciclista                 | Equipe                   | Pontos                   |                          |
| ------------------------ | ------------------------ | ------------------------ | ------------------------ | ------------------------ |
| 1.                       | Emilie Moberg            | Virtu Cycling Women      | 22 pts                   |                          |
| 2.                       | Marianne Vos             | CCC-Liv                  | 16 pts                   |                          |
| 3.                       | Lisa Klein               | Canyon-SRAM Racing       | 9 pts                    |                          |
| 4.                       | Marta Bastianelli        | Virtu Cycling Women      | 9 pts                    |                          |
| 5.                       | Chloe Hosking            | Alé Cipollini            | 9 pts                    |                          |
| 6.                       | Lorena Wiebes            | Parkhotel Valkenburg     | 7 pts                    |                          |
| 7.                       | Alice Barnes             | Canyon-SRAM Racing       | 7 pts                    |                          |
| 8.                       | Amalie Dideriksen        | Boels Dolmans            | 6 pts                    |                          |
| 9.                       | Barbara Guarischi        | Virtu Cycling Women      | 5 pts                    |                          |
| 10.                      | Moniek Tenniglo          | Mitchelton-Scott         | 4 pts                    |                          |

### Classificação da montanha
| Classificação da montanha | Classificação da montanha | Classificação da montanha | Classificação da montanha | Classificação da montanha |
| Ciclista                  | Ciclista                  | Equipe                    | Pontos                    |                           |
| ------------------------- | ------------------------- | ------------------------- | ------------------------- | ------------------------- |
| 1.                        | Soraya Paladin            | Alé Cipollini             | 19 pts                    |                           |
| 2.                        | Lucy Kennedy              | Mitchelton-Scott          | 11 pts                    |                           |
| 3.                        | Marianne Vos              | CCC-Liv                   | 9 pts                     |                           |
| 4.                        | Coryn Rivera              | Sunweb                    | 6 pts                     |                           |
| 5.                        | Rossella Ratto            | BTC City Ljubljana        | 5 pts                     |                           |
| 6.                        | Joscelin Lowden           | Drops                     | 4 pts                     |                           |
| 7.                        | Diana Peñuela             | Alé Cipollini             | 4 pts                     |                           |
| 8.                        | Shannon Malseed           | Tibco-Silicon Valley Bank | 4 pts                     |                           |
| 9.                        | Mavi García               | Movistar Team             | 4 pts                     |                           |
| 10.                       | Demi Vollering            | Parkhotel Valkenburg      | 4 pts                     |                           |

### Classificação dos jovens
| Classificação dos jovens | Classificação dos jovens | Classificação dos jovens  | Classificação dos jovens | Classificação dos jovens |
| Ciclista                 | Ciclista                 | Equipe                    | Tempo                    |                          |
| ------------------------ | ------------------------ | ------------------------- | ------------------------ | ------------------------ |
| 1.                       | Lorena Wiebes            | Parkhotel Valkenburg      | 13h52m56s                |                          |
| 2.                       | Juliette Labous          | Sunweb                    | + 27s                    |                          |
| 3.                       | Abby-Mae Parkinson       | Drops                     | + 1m14s                  |                          |
| 4.                       | Marta Lach               | CCC-Liv                   | + 1m16s                  |                          |
| 5.                       | Anna Henderson           | Tibco-Silicon Valley Bank | + 1m33s                  |                          |
| 6.                       | Susanne Andersen         | Sunweb                    | + 2m07s                  |                          |
| 7.                       | Franziska Koch           | Sunweb                    | + 3m07s                  |                          |
| 8.                       | Elizabeth Holden         | Drops                     | + 4m25s                  |                          |
| 9.                       | Silvia Persico           | Valcar Cylance            | + 5m06s                  |                          |
| 10.                      | Alessia Vigilia          | Valcar Cylance            | + 11m15s                 |                          |

### Classificação por equipas
| Classificação por equipes | Classificação por equipes          | Classificação por equipes | Classificação por equipes |
| Equipe                    | Equipe                             | Tempo                     |                           |
| ------------------------- | ---------------------------------- | ------------------------- | ------------------------- |
| 1.                        | Sunweb Women                       | 41h38m43s                 |                           |
| 2.                        | CCC-Liv                            | + 24s                     |                           |
| 3.                        | Canyon-SRAM Racing                 | + 2m24s                   |                           |
| 4.                        | Boels Dolmans                      | + 2m31s                   |                           |
| 5.                        | Mitchelton-Scott                   | + 3m20s                   |                           |
| 6.                        | BTC City Ljubljana                 | + 4m01s                   |                           |
| 7.                        | Trek-Segafredo                     | + 5m27s                   |                           |
| 8.                        | Movistar Team                      | + 8m00s                   |                           |
| 9.                        | Alé Cipollini                      | + 8m25s                   |                           |
| 10.                       | FDJ-Nouvelle Aquitaine-Futuroscope | + 9m59s                   |                           |

## Evolução das classificações
| Etapa                 | Vencedora             | Classificação geral | Classificação por pontos | Classificação da montanha | Classificação das jovens | Classificação da melhor noruega | Classificação por equipas |
| --------------------- | --------------------- | ------------------- | ------------------------ | ------------------------- | ------------------------ | ------------------------------- | ------------------------- |
| 1.ª                   | Lorena Wiebes         | Lorena Wiebes       | Lorena Wiebes            | Soraya Paladin            | Lorena Wiebes            | Susanne Andersen                | Sunweb                    |
| 2.ª                   | Marianne Vos          | Marianne Vos        | Emilie Moberg            | Soraya Paladin            | Lorena Wiebes            | Susanne Andersen                | Sunweb                    |
| 3.ª                   | Marianne Vos          | Marianne Vos        | Marianne Vos             | Soraya Paladin            | Lorena Wiebes            | Susanne Andersen                | Sunweb                    |
| 4.ª                   | Marianne Vos          | Marianne Vos        | Marianne Vos             | Soraya Paladin            | Lorena Wiebes            | Susanne Andersen                | Sunweb                    |
| Classificações finais | Classificações finais | Marianne Vos        | Marianne Vos             | Soraya Paladin            | Lorena Wiebes            | Susanne Andersen                | Sunweb                    |

## Ciclistas participantes e posições finais
| CCC-Liv CCC | CCC-Liv CCC                    | CCC-Liv CCC |
| ----------- | ------------------------------ | ----------- |
| Num         | Ciclista                       | Pos         |
| 1           | Marianne Vos (NED)             | 1.          |
| 2           | Jeanne Korevaar (NED)          | 33.         |
| 3           | Marta Lach (POL)               | 20.         |
| 4           | Riejanne Markus (NED)          | 9.          |
| 5           | Agnieszka Skalniak-Sójka (POL) | 59.         |
| 6           | Valerie Demey (BEL)            | 26.         |

| Hitec Products-Birk Sport HPU | Hitec Products-Birk Sport HPU | Hitec Products-Birk Sport HPU |
| ----------------------------- | ----------------------------- | ----------------------------- |
| Num                           | Ciclista                      | Pos                           |
| 11                            | Ingvild Gåskjenn (NOR)        | DNF-3                         |
| 12                            | Vita Heine (NOR)              | 29.                           |
| 13                            | Ingrid Lorvik (NOR)           | 71.                           |
| 14                            | Amalie Lutro (NOR)            | DNF-4                         |
| 15                            | Julie Meyer Solvang (NOR)     | 74.                           |
| 16                            | Marta Tagliaferro (ITA)       | DNF-1                         |

| Noruega NOR | Noruega NOR            | Noruega NOR |
| ----------- | ---------------------- | ----------- |
| Num         | Ciclista               | Pos         |
| 21          | Martine Fon            | NP-1        |
| 22          | Vibeke Lystad          | 47.         |
| 23          | Emelie Utvik           | NP-4        |
| 24          | Mie Bjørndal Ottestad  | 73.         |
| 25          | Birgitte Ravndal       | 61.         |
| 26          | Hedda Skogesal Samsing | DNF-2       |

| Virtu Cycling Women TVC | Virtu Cycling Women TVC  | Virtu Cycling Women TVC |
| ----------------------- | ------------------------ | ----------------------- |
| Num                     | Ciclista                 | Pos                     |
| 31                      | Katrine Aalerud (NOR)    | 52.                     |
| 32                      | Marta Bastianelli (ITA)  | 7.                      |
| 33                      | Barbara Guarischi (ITA)  | 54.                     |
| 34                      | Louise Hansen            | 83.                     |
| 35                      | Christina Siggaard (DEN) | DNF-4                   |
| 36                      | Emilie Moberg (NOR)      | 66.                     |

| FDJ-Nouvelle Aquitaine-Futuroscope FDJ | FDJ-Nouvelle Aquitaine-Futuroscope FDJ | FDJ-Nouvelle Aquitaine-Futuroscope FDJ |
| -------------------------------------- | -------------------------------------- | -------------------------------------- |
| Num                                    | Ciclista                               | Pos                                    |
| 41                                     | Stine Borgli (NOR)                     | 31.                                    |
| 42                                     | Charlotte Becker (GER)                 | 46.                                    |
| 43                                     | Eugénie Duval (FRA)                    | 11.                                    |
| 44                                     | Victorie Guilman (FRA)                 | 72.                                    |
| 45                                     | Lauren Kitchen (AUS)                   | NP-3                                   |
| 46                                     | Greta Richioud (FRA)                   | 42.                                    |

| Sunweb SUN | Sunweb SUN             | Sunweb SUN |
| ---------- | ---------------------- | ---------- |
| Num        | Ciclista               | Pos        |
| 51         | Susanne Andersen (NOR) | 27.        |
| 52         | Leah Kirchmann (CAN)   | 3.         |
| 53         | Franziska Koch (GER)   | 30.        |
| 54         | Juliette Labous (FRA)  | 15.        |
| 55         | Floortje Mackaij (NED) | 6.         |
| 56         | Coryn Rivera (USA)     | 2.         |

| Boels Dolmans DLT | Boels Dolmans DLT       | Boels Dolmans DLT |
| ----------------- | ----------------------- | ----------------- |
| Num               | Ciclista                | Pos               |
| 61                | Eva Buurman (NED)       | 40.               |
| 62                | Karol-Ann Canuel (CAN)  | 39.               |
| 63                | Amalie Dideriksen (DEN) | 21.               |
| 64                | Christine Majerus (LUX) | 8.                |
| 65                | Skylar Schneider (USA)  | 69.               |
| 66                | Jip van den Bos (NED)   | 48.               |

| Mitchelton-Scott MTS | Mitchelton-Scott MTS  | Mitchelton-Scott MTS |
| -------------------- | --------------------- | -------------------- |
| Num                  | Ciclista              | Pos                  |
| 71                   | Jessica Allen (AUS)   | 82.                  |
| 72                   | Grace Brown (AUS)     | DNF-4                |
| 73                   | Lucy Kennedy (AUS)    | 45.                  |
| 74                   | Alexandra Manly (AUS) | 62.                  |
| 75                   | Sarah Roy (AUS)       | 28.                  |
| 76                   | Moniek Tenniglo (NED) | 16.                  |

| Alé Cipollini ALE | Alé Cipollini ALE      | Alé Cipollini ALE |
| ----------------- | ---------------------- | ----------------- |
| Num               | Ciclista               | Pos               |
| 81                | Chloe Hosking (AUS)    | 13.               |
| 82                | Romy Kasper (GER)      | 25.               |
| 83                | Soraya Paladin (ITA)   | 43.               |
| 84                | Diana Peñuela (COL)    | 77.               |
| 85                | Karlijn Swinkels (NED) | NP-3              |
| 86                | Eri Yonamine (JPN)     | 67.               |

| Canyon-SRAM Racing CSR | Canyon-SRAM Racing CSR     | Canyon-SRAM Racing CSR |
| ---------------------- | -------------------------- | ---------------------- |
| Num                    | Ciclista                   | Pos                    |
| 91                     | Alena Amialiusik (BLR)     | 44.                    |
| 92                     | Alice Barnes (GBR)         | 51.                    |
| 93                     | Elena Cecchini (ITA)       | 41.                    |
| 94                     | Lisa Klein (GER)           | 18.                    |
| 95                     | Katarzyna Niewiadoma (POL) | 4.                     |
| 96                     | Hannah Barnes (GBR)        | 63.                    |

| Movistar Team MOV | Movistar Team MOV            | Movistar Team MOV |
| ----------------- | ---------------------------- | ----------------- |
| Num               | Ciclista                     | Pos               |
| 101               | Aude Biannic (FRA)           | NP-4              |
| 102               | Alicia González Blanco (ESP) | 79.               |
| 103               | Mavi García (ESP)            | 38.               |
| 104               | Sheyla Gutiérrez (ESP)       | 23.               |
| 105               | Paula Patiño (COL)           | 58.               |
| 106               | Lourdes Oyarbide (ESP)       | DNF-4             |

| Parkhotel Valkenburg PHV | Parkhotel Valkenburg PHV | Parkhotel Valkenburg PHV |
| ------------------------ | ------------------------ | ------------------------ |
| Num                      | Ciclista                 | Pos                      |
| 111                      | Nina Buysman (NED)       | 56.                      |
| 112                      | Roxane Knetemann (NED)   | 70.                      |
| 113                      | Femke Markus (NED)       | 64.                      |
| 114                      | Marit Raaijmakers (NED)  | 75.                      |
| 115                      | Demi Vollering (NED)     | 60.                      |
| 116                      | Lorena Wiebes (NED)      | 5.                       |

| Tibco-Silicon Valley Bank TIB | Tibco-Silicon Valley Bank TIB | Tibco-Silicon Valley Bank TIB |
| ----------------------------- | ----------------------------- | ----------------------------- |
| Num                           | Ciclista                      | Pos                           |
| 121                           | Anna Henderson (GBR)          | 22.                           |
| 122                           | Alison Jackson (CAN)          | NP-1                          |
| 123                           | Rebecca Durrell (GBR)         | 86.                           |
| 124                           | Sharlotte Lucas (NZL)         | HD-1                          |
| 125                           | Shannon Malseed (AUS)         | 85.                           |

| Trek-Segafredo TFS | Trek-Segafredo TFS        | Trek-Segafredo TFS |
| ------------------ | ------------------------- | ------------------ |
| Num                | Ciclista                  | Pos                |
| 131                | Audrey Cordon-Ragot (FRA) | 17.                |
| 132                | Lauretta Hanson (AUS)     | DNF-4              |
| 133                | Letizia Paternoster (ITA) | DNF-4              |
| 134                | Anna Plichta (POL)        | 87.                |
| 135                | Tayler Wiles (USA)        | 53.                |
| 136                | Ruth Winder (USA)         | 12.                |

| Valcar Cylance VAL | Valcar Cylance VAL      | Valcar Cylance VAL |
| ------------------ | ----------------------- | ------------------ |
| Num                | Ciclista                | Pos                |
| 141                | Dalia Muccioli (ITA)    | 68.                |
| 142                | Silvia Persico (ITA)    | 37.                |
| 143                | Elena Pirrone (ITA)     | DNF-4              |
| 144                | Silvia Pollicini (ITA)  | 81.                |
| 145                | Ilaria Sanguineti (ITA) | 24.                |
| 146                | Alessia Vigilia (ITA)   | 55.                |

| BTC City Ljubljana BTC | BTC City Ljubljana BTC   | BTC City Ljubljana BTC |
| ---------------------- | ------------------------ | ---------------------- |
| Num                    | Ciclista                 | Pos                    |
| 151                    | Eugenia Bujak (SLO)      | 14.                    |
| 152                    | Anastasia Chursina (RUS) | 32.                    |
| 153                    | Hanna Nilsson (SWE)      | 10.                    |
| 154                    | Urša Pintar (SLO)        | 49.                    |
| 155                    | Rossella Ratto (ITA)     | 35.                    |
| 156                    | Hayley Simmonds (GBR)    | DNF-4                  |

| Drops DRP | Drops DRP                | Drops DRP |
| --------- | ------------------------ | --------- |
| Num       | Ciclista                 | Pos       |
| 161       | Anna Christian (GBR)     | 76.       |
| 162       | Elizabeth Holden (GBR)   | 34.       |
| 163       | Manon Lloyd (GBR)        | 78.       |
| 164       | Joscelin Lowden (GBR)    | 36.       |
| 165       | Abby-Mae Parkinson (GBR) | 19.       |
| 166       | Natalie Redmond (AUS)    | 88.       |

| Rally Cycling RLW | Rally Cycling RLW     | Rally Cycling RLW |
| ----------------- | --------------------- | ----------------- |
| Num               | Ciclista              | Pos               |
| 172               | Sara Bergen (CAN)     | DNF-1             |
| 173               | Gillian Ellsay (CAN)  | 80.               |
| 174               | Heidi Franz (USA)     | 65.               |
| 175               | Katherine Maine (CAN) | DNF-4             |
| 176               | Summer Moak (USA)     | DNF-1             |

| Doltcini-Van Eyck Sport DVE | Doltcini-Van Eyck Sport DVE | Doltcini-Van Eyck Sport DVE |
| --------------------------- | --------------------------- | --------------------------- |
| Num                         | Ciclista                    | Pos                         |
| 181                         | Mieke Docx (BEL)            | DNF-4                       |
| 182                         | Séverine Eraud (FRA)        | 50.                         |
| 184                         | Bryony van Velzen (NED)     | DNF-2                       |
| 185                         | Saartje Vandenbroucke (BEL) | DNF-3                       |
| 186                         | Jesse Vandenbulcke (BEL)    | 57.                         |

| Bepink BPK | Bepink BPK              | Bepink BPK |
| ---------- | ----------------------- | ---------- |
| Num        | Ciclista                | Pos        |
| 192        | Silvia Magri (ITA)      | DNF-4      |
| 193        | Francesca Pattaro (ITA) | DNF-4      |
| 194        | Nicole Steigenga (NED)  | NP-4       |
| 195        | Melissa van Neck (CZE)  | 84.        |
| 196        | Silvia Zanardi (ITA)    | HD-1       |

| CCC-Liv CCC | CCC-Liv CCC                    | CCC-Liv CCC |
| ----------- | ------------------------------ | ----------- |
| Num         | Ciclista                       | Pos         |
| 1           | Marianne Vos (NED)             | 1.          |
| 2           | Jeanne Korevaar (NED)          | 33.         |
| 3           | Marta Lach (POL)               | 20.         |
| 4           | Riejanne Markus (NED)          | 9.          |
| 5           | Agnieszka Skalniak-Sójka (POL) | 59.         |
| 6           | Valerie Demey (BEL)            | 26.         |

| Hitec Products-Birk Sport HPU | Hitec Products-Birk Sport HPU | Hitec Products-Birk Sport HPU |
| ----------------------------- | ----------------------------- | ----------------------------- |
| Num                           | Ciclista                      | Pos                           |
| 11                            | Ingvild Gåskjenn (NOR)        | DNF-3                         |
| 12                            | Vita Heine (NOR)              | 29.                           |
| 13                            | Ingrid Lorvik (NOR)           | 71.                           |
| 14                            | Amalie Lutro (NOR)            | DNF-4                         |
| 15                            | Julie Meyer Solvang (NOR)     | 74.                           |
| 16                            | Marta Tagliaferro (ITA)       | DNF-1                         |

| Noruega NOR | Noruega NOR            | Noruega NOR |
| ----------- | ---------------------- | ----------- |
| Num         | Ciclista               | Pos         |
| 21          | Martine Fon            | NP-1        |
| 22          | Vibeke Lystad          | 47.         |
| 23          | Emelie Utvik           | NP-4        |
| 24          | Mie Bjørndal Ottestad  | 73.         |
| 25          | Birgitte Ravndal       | 61.         |
| 26          | Hedda Skogesal Samsing | DNF-2       |

| Virtu Cycling Women TVC | Virtu Cycling Women TVC  | Virtu Cycling Women TVC |
| ----------------------- | ------------------------ | ----------------------- |
| Num                     | Ciclista                 | Pos                     |
| 31                      | Katrine Aalerud (NOR)    | 52.                     |
| 32                      | Marta Bastianelli (ITA)  | 7.                      |
| 33                      | Barbara Guarischi (ITA)  | 54.                     |
| 34                      | Louise Hansen            | 83.                     |
| 35                      | Christina Siggaard (DEN) | DNF-4                   |
| 36                      | Emilie Moberg (NOR)      | 66.                     |

| FDJ-Nouvelle Aquitaine-Futuroscope FDJ | FDJ-Nouvelle Aquitaine-Futuroscope FDJ | FDJ-Nouvelle Aquitaine-Futuroscope FDJ |
| -------------------------------------- | -------------------------------------- | -------------------------------------- |
| Num                                    | Ciclista                               | Pos                                    |
| 41                                     | Stine Borgli (NOR)                     | 31.                                    |
| 42                                     | Charlotte Becker (GER)                 | 46.                                    |
| 43                                     | Eugénie Duval (FRA)                    | 11.                                    |
| 44                                     | Victorie Guilman (FRA)                 | 72.                                    |
| 45                                     | Lauren Kitchen (AUS)                   | NP-3                                   |
| 46                                     | Greta Richioud (FRA)                   | 42.                                    |

| Sunweb SUN | Sunweb SUN             | Sunweb SUN |
| ---------- | ---------------------- | ---------- |
| Num        | Ciclista               | Pos        |
| 51         | Susanne Andersen (NOR) | 27.        |
| 52         | Leah Kirchmann (CAN)   | 3.         |
| 53         | Franziska Koch (GER)   | 30.        |
| 54         | Juliette Labous (FRA)  | 15.        |
| 55         | Floortje Mackaij (NED) | 6.         |
| 56         | Coryn Rivera (USA)     | 2.         |

| Boels Dolmans DLT | Boels Dolmans DLT       | Boels Dolmans DLT |
| ----------------- | ----------------------- | ----------------- |
| Num               | Ciclista                | Pos               |
| 61                | Eva Buurman (NED)       | 40.               |
| 62                | Karol-Ann Canuel (CAN)  | 39.               |
| 63                | Amalie Dideriksen (DEN) | 21.               |
| 64                | Christine Majerus (LUX) | 8.                |
| 65                | Skylar Schneider (USA)  | 69.               |
| 66                | Jip van den Bos (NED)   | 48.               |

| Mitchelton-Scott MTS | Mitchelton-Scott MTS  | Mitchelton-Scott MTS |
| -------------------- | --------------------- | -------------------- |
| Num                  | Ciclista              | Pos                  |
| 71                   | Jessica Allen (AUS)   | 82.                  |
| 72                   | Grace Brown (AUS)     | DNF-4                |
| 73                   | Lucy Kennedy (AUS)    | 45.                  |
| 74                   | Alexandra Manly (AUS) | 62.                  |
| 75                   | Sarah Roy (AUS)       | 28.                  |
| 76                   | Moniek Tenniglo (NED) | 16.                  |

| Alé Cipollini ALE | Alé Cipollini ALE      | Alé Cipollini ALE |
| ----------------- | ---------------------- | ----------------- |
| Num               | Ciclista               | Pos               |
| 81                | Chloe Hosking (AUS)    | 13.               |
| 82                | Romy Kasper (GER)      | 25.               |
| 83                | Soraya Paladin (ITA)   | 43.               |
| 84                | Diana Peñuela (COL)    | 77.               |
| 85                | Karlijn Swinkels (NED) | NP-3              |
| 86                | Eri Yonamine (JPN)     | 67.               |

| Canyon-SRAM Racing CSR | Canyon-SRAM Racing CSR     | Canyon-SRAM Racing CSR |
| ---------------------- | -------------------------- | ---------------------- |
| Num                    | Ciclista                   | Pos                    |
| 91                     | Alena Amialiusik (BLR)     | 44.                    |
| 92                     | Alice Barnes (GBR)         | 51.                    |
| 93                     | Elena Cecchini (ITA)       | 41.                    |
| 94                     | Lisa Klein (GER)           | 18.                    |
| 95                     | Katarzyna Niewiadoma (POL) | 4.                     |
| 96                     | Hannah Barnes (GBR)        | 63.                    |

| Movistar Team MOV | Movistar Team MOV            | Movistar Team MOV |
| ----------------- | ---------------------------- | ----------------- |
| Num               | Ciclista                     | Pos               |
| 101               | Aude Biannic (FRA)           | NP-4              |
| 102               | Alicia González Blanco (ESP) | 79.               |
| 103               | Mavi García (ESP)            | 38.               |
| 104               | Sheyla Gutiérrez (ESP)       | 23.               |
| 105               | Paula Patiño (COL)           | 58.               |
| 106               | Lourdes Oyarbide (ESP)       | DNF-4             |

| Parkhotel Valkenburg PHV | Parkhotel Valkenburg PHV | Parkhotel Valkenburg PHV |
| ------------------------ | ------------------------ | ------------------------ |
| Num                      | Ciclista                 | Pos                      |
| 111                      | Nina Buysman (NED)       | 56.                      |
| 112                      | Roxane Knetemann (NED)   | 70.                      |
| 113                      | Femke Markus (NED)       | 64.                      |
| 114                      | Marit Raaijmakers (NED)  | 75.                      |
| 115                      | Demi Vollering (NED)     | 60.                      |
| 116                      | Lorena Wiebes (NED)      | 5.                       |

| Tibco-Silicon Valley Bank TIB | Tibco-Silicon Valley Bank TIB | Tibco-Silicon Valley Bank TIB |
| ----------------------------- | ----------------------------- | ----------------------------- |
| Num                           | Ciclista                      | Pos                           |
| 121                           | Anna Henderson (GBR)          | 22.                           |
| 122                           | Alison Jackson (CAN)          | NP-1                          |
| 123                           | Rebecca Durrell (GBR)         | 86.                           |
| 124                           | Sharlotte Lucas (NZL)         | HD-1                          |
| 125                           | Shannon Malseed (AUS)         | 85.                           |

| Trek-Segafredo TFS | Trek-Segafredo TFS        | Trek-Segafredo TFS |
| ------------------ | ------------------------- | ------------------ |
| Num                | Ciclista                  | Pos                |
| 131                | Audrey Cordon-Ragot (FRA) | 17.                |
| 132                | Lauretta Hanson (AUS)     | DNF-4              |
| 133                | Letizia Paternoster (ITA) | DNF-4              |
| 134                | Anna Plichta (POL)        | 87.                |
| 135                | Tayler Wiles (USA)        | 53.                |
| 136                | Ruth Winder (USA)         | 12.                |

| Valcar Cylance VAL | Valcar Cylance VAL      | Valcar Cylance VAL |
| ------------------ | ----------------------- | ------------------ |
| Num                | Ciclista                | Pos                |
| 141                | Dalia Muccioli (ITA)    | 68.                |
| 142                | Silvia Persico (ITA)    | 37.                |
| 143                | Elena Pirrone (ITA)     | DNF-4              |
| 144                | Silvia Pollicini (ITA)  | 81.                |
| 145                | Ilaria Sanguineti (ITA) | 24.                |
| 146                | Alessia Vigilia (ITA)   | 55.                |

| BTC City Ljubljana BTC | BTC City Ljubljana BTC   | BTC City Ljubljana BTC |
| ---------------------- | ------------------------ | ---------------------- |
| Num                    | Ciclista                 | Pos                    |
| 151                    | Eugenia Bujak (SLO)      | 14.                    |
| 152                    | Anastasia Chursina (RUS) | 32.                    |
| 153                    | Hanna Nilsson (SWE)      | 10.                    |
| 154                    | Urša Pintar (SLO)        | 49.                    |
| 155                    | Rossella Ratto (ITA)     | 35.                    |
| 156                    | Hayley Simmonds (GBR)    | DNF-4                  |

| Drops DRP | Drops DRP                | Drops DRP |
| --------- | ------------------------ | --------- |
| Num       | Ciclista                 | Pos       |
| 161       | Anna Christian (GBR)     | 76.       |
| 162       | Elizabeth Holden (GBR)   | 34.       |
| 163       | Manon Lloyd (GBR)        | 78.       |
| 164       | Joscelin Lowden (GBR)    | 36.       |
| 165       | Abby-Mae Parkinson (GBR) | 19.       |
| 166       | Natalie Redmond (AUS)    | 88.       |

| Rally Cycling RLW | Rally Cycling RLW     | Rally Cycling RLW |
| ----------------- | --------------------- | ----------------- |
| Num               | Ciclista              | Pos               |
| 172               | Sara Bergen (CAN)     | DNF-1             |
| 173               | Gillian Ellsay (CAN)  | 80.               |
| 174               | Heidi Franz (USA)     | 65.               |
| 175               | Katherine Maine (CAN) | DNF-4             |
| 176               | Summer Moak (USA)     | DNF-1             |

| Doltcini-Van Eyck Sport DVE | Doltcini-Van Eyck Sport DVE | Doltcini-Van Eyck Sport DVE |
| --------------------------- | --------------------------- | --------------------------- |
| Num                         | Ciclista                    | Pos                         |
| 181                         | Mieke Docx (BEL)            | DNF-4                       |
| 182                         | Séverine Eraud (FRA)        | 50.                         |
| 184                         | Bryony van Velzen (NED)     | DNF-2                       |
| 185                         | Saartje Vandenbroucke (BEL) | DNF-3                       |
| 186                         | Jesse Vandenbulcke (BEL)    | 57.                         |

| Bepink BPK | Bepink BPK              | Bepink BPK |
| ---------- | ----------------------- | ---------- |
| Num        | Ciclista                | Pos        |
| 192        | Silvia Magri (ITA)      | DNF-4      |
| 193        | Francesca Pattaro (ITA) | DNF-4      |
| 194        | Nicole Steigenga (NED)  | NP-4       |
| 195        | Melissa van Neck (CZE)  | 84.        |
| 196        | Silvia Zanardi (ITA)    | HD-1       |

Convenções:
- AB-N: Abandono na etapa "N"
- FLT-N: Retiro por chegada fora do limite de tempo na etapa "N"
- NTS-N: Não tomou a saída para a etapa "N"
- DES-N: Desclassificado ou expulsado na etapa "N"

## UCI World Tour Feminino
O Ladies Tour of Norway outorgou pontos para o UCI World Tour Feminino de 2019 e o UCI World Ranking Feminino, incluindo a todas as corredoras das equipas nas categorias UCI Team Feminino. As seguintes tabelas mostram o barómetro de pontuação e as 10 corredoras que obtiveram mais pontos:
| Posição   | 1.ª | 2.ª | 3.ª | 4.ª | 5.ª | 6.ª | 7.ª | 8.ª | 9.ª | 10.ª | 11.ª | 12.ª | 13.ª | 14.ª | 15.ª | 16.ª-30.ª | 31.ª-40.ª |
| Pontuação | 200 | 150 | 125 | 100 | 85  | 70  | 60  | 50  | 40  | 35   | 30   | 25   | 20   | 15   | 10   | 5         | 3         |
| Por etapa | 25  | 20  | 18  | 16  | 14  | 12  | 10  | 8   | 6   | 4    |      |      |      |      |      |           |           |
| Líder     | 5   |     |     |     |     |     |     |     |     |      |      |      |      |      |      |           |           |

| Classificação |                      |                      |       |       |       |       |
| Posição       | Ciclista             | Equipo               | Geral | Etapa | Líder | Total |
| ------------- | -------------------- | -------------------- | ----- | ----- | ----- | ----- |
| 1.ª           | Marianne Vos         | CCC-Liv              | 200   | 89    | 10    | 299   |
| 2.ª           | Coryn Rivera         | Sunweb               | 150   | 46    | -     | 196   |
| 3.ª           | Leah Kirchmann       | Sunweb               | 125   | 28    | -     | 153   |
| 4.ª           | Lorena Wiebes        | Parkhotel Valkenburg | 85    | 41    | 5     | 131   |
| 5.ª           | Katarzyna Niewiadoma | Canyon SRAM Racing   | 100   | 14    | -     | 114   |
| 6.ª           | Marta Bastianelli    | Virtu                | 60    | 44    | -     | 104   |
| 7.ª           | Floortje Mackaij     | Sunweb               | 70    | 10    | -     | 80    |
| 8.ª           | Chloe Hosking        | Alé Cipollini        | 20    | 48    | -     | 68    |
| 9.ª           | Christine Majerus    | Boels-Dolmans        | 50    | 4     | -     | 54    |
| 10.ª          | Riejanne Markus      | CCC-Liv              | 40    | -     | -     | 40    |